# Tömörkény Társaság
A Tömörkény Társaság 2022. április 24-én Szegeden alakult Tömörkény István, a jeles író emlékére. Szegedi tiszteletének alapja, hogy a névadó kiemelkedő jelentőségű irodalmi életművét, valamint újságírói, néprajzi és régészeti tevékenységét egy Szeged középpontja körül megrajzolt, nagyjából 20 km-es sugarú körben élő nép életének szentelte. A társaság megalakításának helyszíne, a Móra Ferenc Múzeum könyvtára szimbolikus: 1904-től haláláig vezette a szegedi Kultúrpalotában otthonra lelt könyvtárat, majd a később ugyanott kialakított múzeumot.

## A társaság létrejöttének célja, tevékenysége
A társasági szerződés szerint az alapítók szándéka, hogy szervezeti keretet biztosítsanak a Tömörkény-életmű gondozásához, munkájának széles körben való megismertetéséhez és népszerűsítéséhez. A társaság tevékenysége során többek között kezdeményezi a Tömörkény István életében fontos helyszínek, tárgyi emlékek felkutatását és gondozását Csongrád-Csanád vármegye területén, szervezi az emlékhelyek méltó megjelöléséhez és fenntartásához, közterületi egész alakos szobrának megalkotásához és elhelyezéséhez szükséges források megszerzését, forrásszerző tevékenységgel támogatja Tömörkény István műveinek megjelentetését és a Tömörkény-kutatás tudományos munkáját, valamint a Tömörkény István emlékének szentelt publikációk és műalkotások elkészítését, továbbá konferenciát és megemlékezést szervez Tömörkény István tiszteletére. Kiemelt célja a határainkon kívül élő magyarok anyanyelvi kultúrájának fejlesztése Tömörkény István műveinek felhasználásával.

## A társaság alapítói, tisztségviselői
A társaságot Szeged tudományos, kulturális és közéletének harminckét jeles személyisége alapította. Örökös tiszteletbeli elnöknek Apró Ferenc helytörténészt, ügyvezető titkárnak Katona András jogászt választották. Az elnökség tagja lett továbbá Horváthné Szabó Éva, a szegedi Tömörkény István Gimnázium és Művészeti Szakközépiskola volt igazgatója, Kakas Béla, a megyei közgyűlés korábbi elnöke, Nátyi Róbert művészettörténész és Tóth Sándor László történész.

## Külső hivatkozások
- Megalapították a Tömörkény István civil társaságot, a Délmagyarország híradása